# Torki (volk)
De Torki waren een van de Turkse stammen, deel van de middeleeuwse Ogoezen, die in de 10e-13e eeuw door de Pontische steppe ten noorden van de Zwarte Zee (de Wilde Velden) tussen de Don en de Dnjepr zwierven.

## Geschiedenis
In 985 namen de Torki deel aan de campagne van de Kievse vorst Vladimir Svjatoslavitsj tegen de Bulgaren en Chazaren.
Aan het begin van de 11e eeuw trokken de Torki, onder druk van de Koemanen in het oosten, naar de Dnjepr, waar ze aan de grenzen van het Kievse Rijk kwamen. In 1055 trok vorst Vsevolod Jaroslavitsj tegen hen op om het vorstendom Perejaslavl te beschermen. In 1060 werd een campagne tegen hen ondernomen door Izjaslav, Svjatoslav en Vsevolod Jaroslavitsj en Vseslav van Polotsk, die volgens de kronieken eindigde met het feit dat de Torki "bang waren en tot op de dag van vandaag doorrennen; en nadat ze geslagen waren, werden ze tijdens de vlucht vervolgd, maar stierven door de winter, anderen door honger en anderen door de pest."
In de 12e eeuw verschenen de Torki opnieuw nabij de Don. In 1116 vochten de Torki en de Petsjenegen bij de Don twee dagen lang met de Polovtsen en "kwamen naar Rusland, naar Volodimer" (Vladimir Monomach). In 1121 verdreef Vladimir de Berendei uit het land van de Roes, en de Torki en Petsjenegen vluchtten met hen.
Sommige Torki vestigden zich in de 11e eeuw in Porosje en onderwierpen zich aan de plaatselijke vorsten. Het centrum van deze semi-sedentaire Torki was de stad Tortsjesk. Een andere groep Torki vestigde zich op de linkeroever van de Dnjepr en erkende de macht van de vorst van Perejaslavl. Volgens kronieken uit de 12e eeuw bezetten deze Torki het gebied nabij de stad Baroetsj. Een deel van de Torki trok naar het westen, stak de Donau over en werden onderdanen van het Byzantijnse Rijk.
De Torki die zich in Porosje en op de landen van Perejaslavl vestigden, sloten zich aan bij een verbond van Turkse stammen, de zogenaamde Zwarte Kloboekken, en als onderdeel daarvan namen ze deel aan de bescherming van de grenzen van Roes tegen de Polovtsen, en aan de militaire campagnes van de Russische vorsten. 
Tijdens de Mongoolse invasie van Roes in 1240 werd Porosje verwoest. De Mongolen hervestigden veel Torki aan de Wolga, en de rest van de Torki assimileerden met de lokale Slavische bevolking.
De Torki hebben in de toponymie veel sporen nagelaten op het grondgebied van het moderne Oekraïne en Zuid-Rusland: de rivieren Torets en Tortsj, de steden Tortsjesk en Toretsk, de dorpen Torets, Torkanovka, Torki, Torkov, Toretskoje, Tortsjin, Tortsjitsa, Tortsjinovitsji, Tortsjitski Stepok. De kroniek "Lijst van Russische steden dichtbij en ver weg" vermeldt ook een stad Tortsjesk in het vorstendom Rjazan. Dit kan duiden op de vestiging van een aantal Torki in de grensgebieden van Rjazan.